# Defence & Security Equipment International
Defence & Security Equipment International (DSEI) ist eine Messe für Verteidigungssysteme und Ausrüstungen, welche alle zwei Jahre in London Docklands gehalten wird, mit tausenden von Besuchern aus Handel und Militär. Sie ist ein wichtiges Ereignis im internationalen Waffenhandel und wird zusammen mit der staatlichen Defence Export Services Organisation (DESO) organisiert, einer Abteilung des britischen Verteidigungsministeriums.
Alternierend mit DSEI findet Eurosatory in Paris statt.

## Geschichte

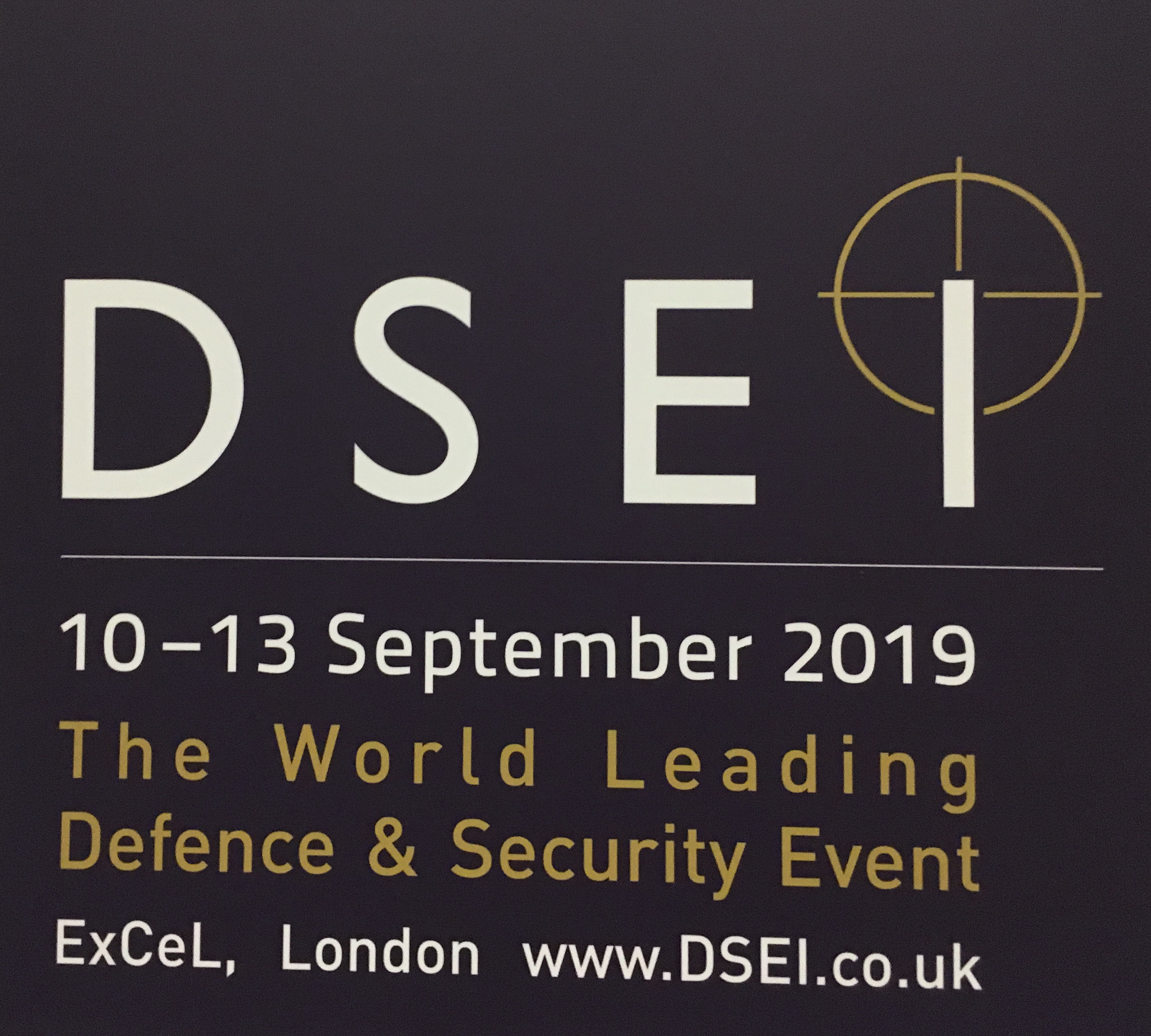
DSEI 2019

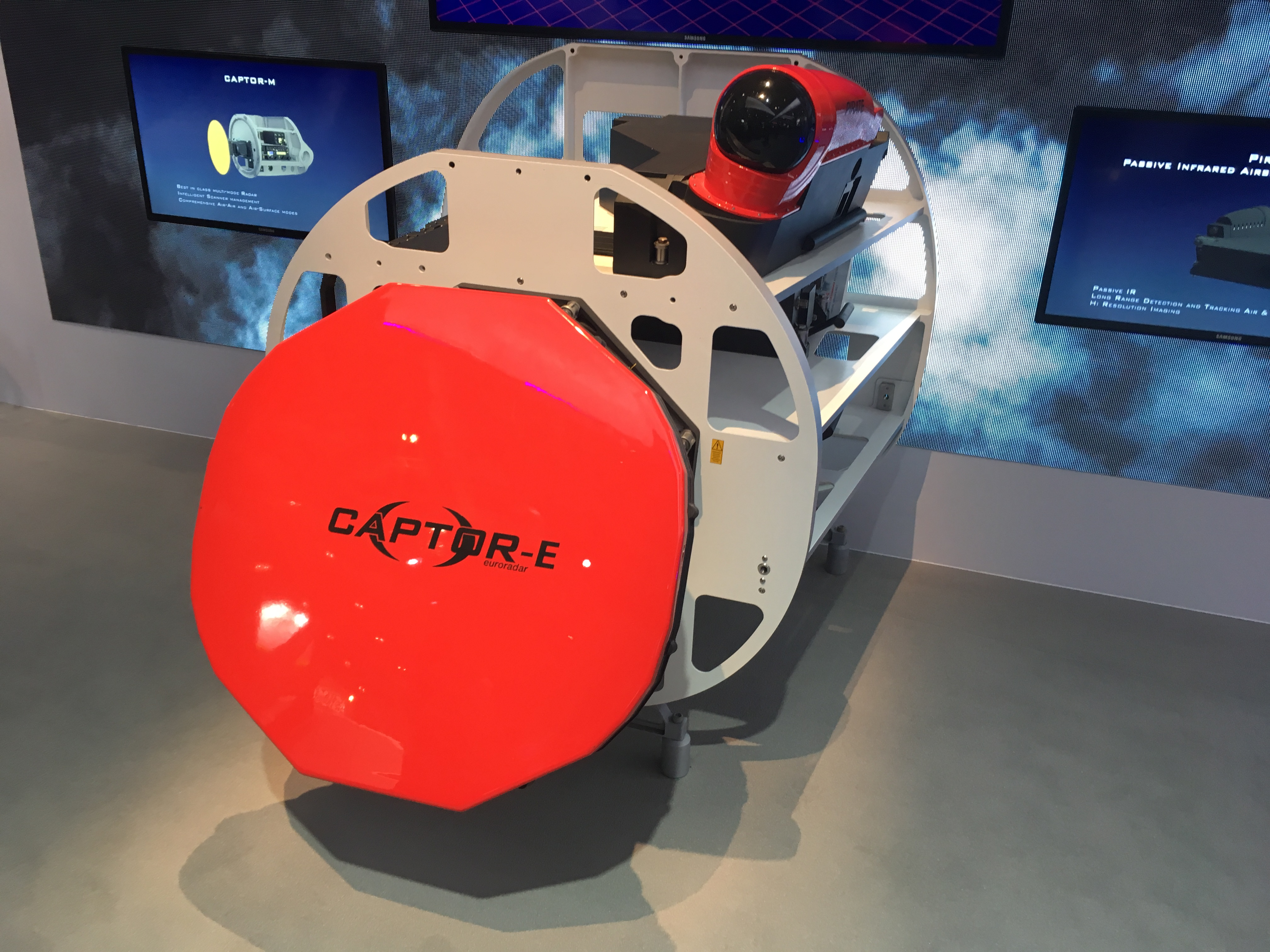
CAPTOR-E, DSEI-2019

Zwischen 1976 und 1991 hielten die Britische Armee und die Britische Royal Navy abwechselnd ihre Ausrüstungsmessen jeweils in Aldershot und Portsmouth ab. Übersee-Delegationen besuchten die Messe nur auf Einladung, Einladungen bekamen auch Regierungen, welche nicht so sehr auf die Menschenrechte achten. Trotz des Krieges mit dem Iran, besuchte auch eine Delegation aus dem Irak die Messe.
Ab dem Jahr 1993 wurden die beiden Messen zusammengelegt und jährlich abgehalten, bis die Britische Regierung entschied, die Messe zu privatisieren. Die Firma Spearhead startete die erste DSEI im Jahr 1999 bei Chertsey in Surrey. 2001 wechselte die Messe zum ExCeL Exhibition Centre in London Docklands. Es folgte die Umbenennung von Defence Systems & Equipment international zu Defence & Security Equipment International.

## Kritik
Die Staatliche DESO veröffentlichte die offizielle Einladungsliste für die DSEI, mit einer nachträglichen Liste, welche von den Organisatoren abgesegnet wurde. Viele der eingeladenen Länder werden beschuldigt, die Menschenrechte zu missachten.

### Proteste
Die Messe zog die Aufmerksamkeit vieler Aktivisten gegen Waffenhandel auf sich. Ken Livingstone, 2000 bis 2008 Bürgermeister von London, ist ein Kritiker der DSEI, die Londoner Polizei kritisiert vor allem die Kosten der Sicherheitsmaßnahmen, welche die Messe verursacht.
Auf der Messe im September 2013 in London boten die Aussteller MagForce International (aus Frankreich) und Tian Jin MyWay International Trading (aus Peking, China) in Katalogen Fußeisen und Elektroschlagstöcke an. Solche Gegenstände gelten laut britischen Gesetzen als „nicht erwünscht“. Nachdem die Abgeordnete der Grünen Partei Caroline Lucas das veröffentlicht hatte, wurden die Stände der beiden Unternehmen im ExCel Centre in den Londoner Docklands geräumt.